# 以色列—帕勞關係
以色列-帕劳关系是以色列国和帕劳共和国之间的双边关系。
1994年帕劳独立时，以色列是第一个宣布与帕劳建立外交关系的非太平洋国家。以色列支持帕劳加入联合国，并向这个年轻的国家提供经济援助。以色列外交部已派遣农业和渔业专家车队前往帕劳，帮助培训当地居民。以色列在科罗尔维持着大使馆运作。
截至2006年，帕劳与以色列在联合国的投票重合率最高。
2006年，帕劳总统小汤米·雷门格绍访问以色列，与以色列总理埃胡德·奥尔默特和摩西·卡察夫总统举行了会谈。“我们是最好的朋友，我们来这里重申友谊，”雷门格绍在访问期间说。
2017年12月20日，帕劳是对联合国大会通过的谴责美国承认耶路撒冷为以色列首都的动议投反对票的9个国家之一（包括美国和以色列）。